# Новая Жизнь (Фатежский район)
Новая Жизнь — хутор в Фатежском районе Курской области России. Входит в состав Солдатского сельсовета.

## География
Хутор находится на реке Руда (левый и самый крупный приток Усожи в бассейне Свапы) и её притоке Грязная Рудка, в 90 км от российско-украинской границы, в 43 км к северо-западу от Курска, в 14 км к юго-западу от районного центра — города Фатеж, в 10 км от центра сельсовета — села Солдатское.
Климат
Новая Жизнь, как и весь район, расположена в поясе умеренно континентального климата с тёплым летом и относительно тёплой зимой (Dfb в классификации Кёппена).
Часовой пояс
Хутор Новая Жизнь, как и вся Курская область, находится в часовой зоне МСК (московское время). Смещение применяемого времени относительно UTC составляет +3:00.

## Население
| 1979 | 1989 | 2002 | 2010 |
| ---- | ---- | ---- | ---- |
| 75   | ↘49  | ↘32  | ↘11  |

## Инфраструктура
Личное подсобное хозяйство. В хуторе 17 домов.

## Транспорт
Новая Жизнь находится в 14 км от автодороги федерального значения М2 «Крым» (Москва — Тула — Орёл — Курск — Белгород — граница с Украиной) как часть европейского маршрута E105, в 13 км от автодороги регионального значения 38К-038 (Фатеж — Дмитриев), в 2 км от автодороги межмуниципального значения 38Н-679 (38К-038 — Солдатское — Шуклино), в 28,5 км от ближайшего ж/д остановочного пункта 552 км (линия Навля — Льгов I).
В 160 км от аэропорта имени В. Г. Шухова (недалеко от Белгорода).